# Georges III Bibesco
Pour les articles homonymes, voir Georges III.
Pour les autres membres de la famille, voir Bibescu.
Georges Bibesco (en roumain : Gheorghe Bibescu ; né le 26 avril 1804 à Craiova et mort à Paris le 1er juin 1873) fut hospodar de Valachie de 1843 à 1848 et, comme membre du Divan, chargé de la réorganisation de la Moldo-Valachie (1857), se montre partisan de l'union des deux principautés sous la souveraineté d'un prince étranger.

## Biographie

### Origine
Georges Bibesco ou Bibescu, né à Craiova, est le fils du prince et Mare Vornic Démètre Bibesco (mort en 1831) et de son épouse Ecaterina Văcărescu. Il est donc également le frère cadet de son futur successeur, le prince Barbu Știrbei.

### Premières années

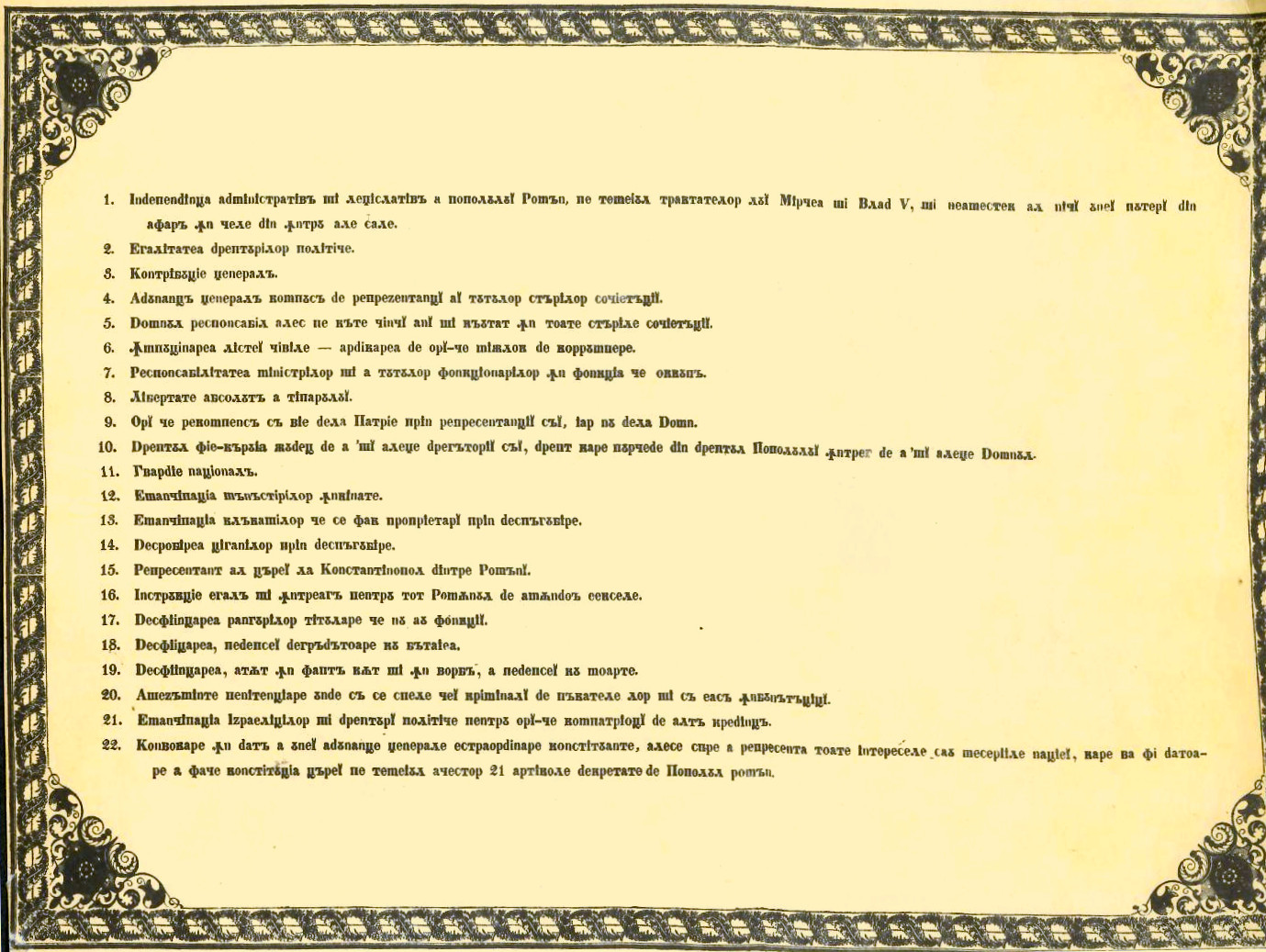
La (1848).

Georges Bibesco effectue ses études à Paris (France) de 1817 à 1824. Il rentre en Valachie en 1825. Après l’occupation du pays par les Russes en 1828, il est nommé sous-secrétaire d'État à la Justice en 1829. Il est ensuite secrétaire d'État aux Affaires étrangères sous le gouvernement du général Paul Kisseleff, pendant l'occupation russe. Il donne sa démission lors de l'élection comme prince d'Alexandre II Ghica en 1834. Il se retire alors à Vienne, puis à Paris, et enfin à Bruxelles. Il ne rentre en Valachie qu'en 1841. Membre, puis secrétaire de l'Assemblée nationale, il devient un des chefs du parti boyard opposé au prince Alexandre II Ghica, dont il contribue à provoquer l’abdication.

### Le règne d'un réformateur
Le 13 janvier 1843, il est élu prince de Valachie avec l’accord de l’Empire russe, bien qu’il n’hésite pas à afficher son nationalisme en rendant notamment un hommage sur la tombe de Michel Ier le Brave.
L’Assemblée, convoquée le 18 février 1843, se montre dans un premier temps bien disposée à son égard. Toutefois, des tensions apparaissent rapidement lorsque le prince veut réformer le régime dotal, qui prévoit notamment que les femmes bénéficient d’un hypothèque légale tacite sur la fortune de leur mari à hauteur de leur dot. Les adversaires du prince n’hésitent pas à dénoncer ce projet comme une loi de circonstance destinée à spolier Zoé Mavrocordato, l’épouse du prince dont il cherche à divorcer.
Bibesco se rend à Constantinople pour y recevoir son investiture et laisse les passions s’apaiser. Le 12 janvier 1844, il convoque de nouveau l’Assemblée et un conflit beaucoup plus grave éclate rapidement. Il oppose une nouvelle fois le prince et l’Assemblée à la suite des conditions d’attribution d’une concession d’exploitation minière en Valachie, accordée à un sujet russe, Alexandre Trandafillof. L’Assemblée refuse de valider la transaction et le prince doit reculer. 
Georges Bibesco réussit néanmoins à mettre en œuvre d’importantes réformes politiques et sociales. Il entame un programme de travaux publics à Bucarest et dans les provinces (routes, canaux). Il conclut un traité de commerce avec l'Autriche et avec l'Empire ottoman et supprime les droits de douane avec la Moldavie. Il ordonne la réduction du nombre de jours de corvées et, en 1847, il émancipe les serfs tziganes qui appartenaient à l’État ou aux monastères. Le prince développe l'instruction publique et envisage même de créer à Bucarest un grand collège français, avec des professeurs amenés de Paris, afin de former les futures élites roumaines. 
De prime abord, la révolution roumaine de 1848 n’est pas hostile au prince Bibesco. Les dirigeants du mouvement, qui se répartissent entre radicaux et modérés, lui demandent même d’en prendre la tête. Georges Bibesco, conscient de la faiblesse des Roumains face aux forces de l’Empire russe et de l’Empire ottoman, décline la proposition. 
Un gouvernement révolutionnaire provisoire dirigé par les radicaux se met en place entre juin et juillet 1848 et le prince Georges Bibesco doit se démettre le 14 juin 1848 et se retirer en Transylvanie, puis à Vienne, pendant que les révolutionnaires proclament une « Constitution » le 21 juin 1848. 
Les troupes ottomanes interviennent rapidement et le représentant turc Soliman Pacha écarte le gouvernement provisoire au profit d’un triumvirat, dit Căimăcămia de trei, composé de modérés : Ion Heliade Rădulescu, Nicolae Golescu et Christian Tell (28 juillet au 13 septembre 1848).

### Dernières années

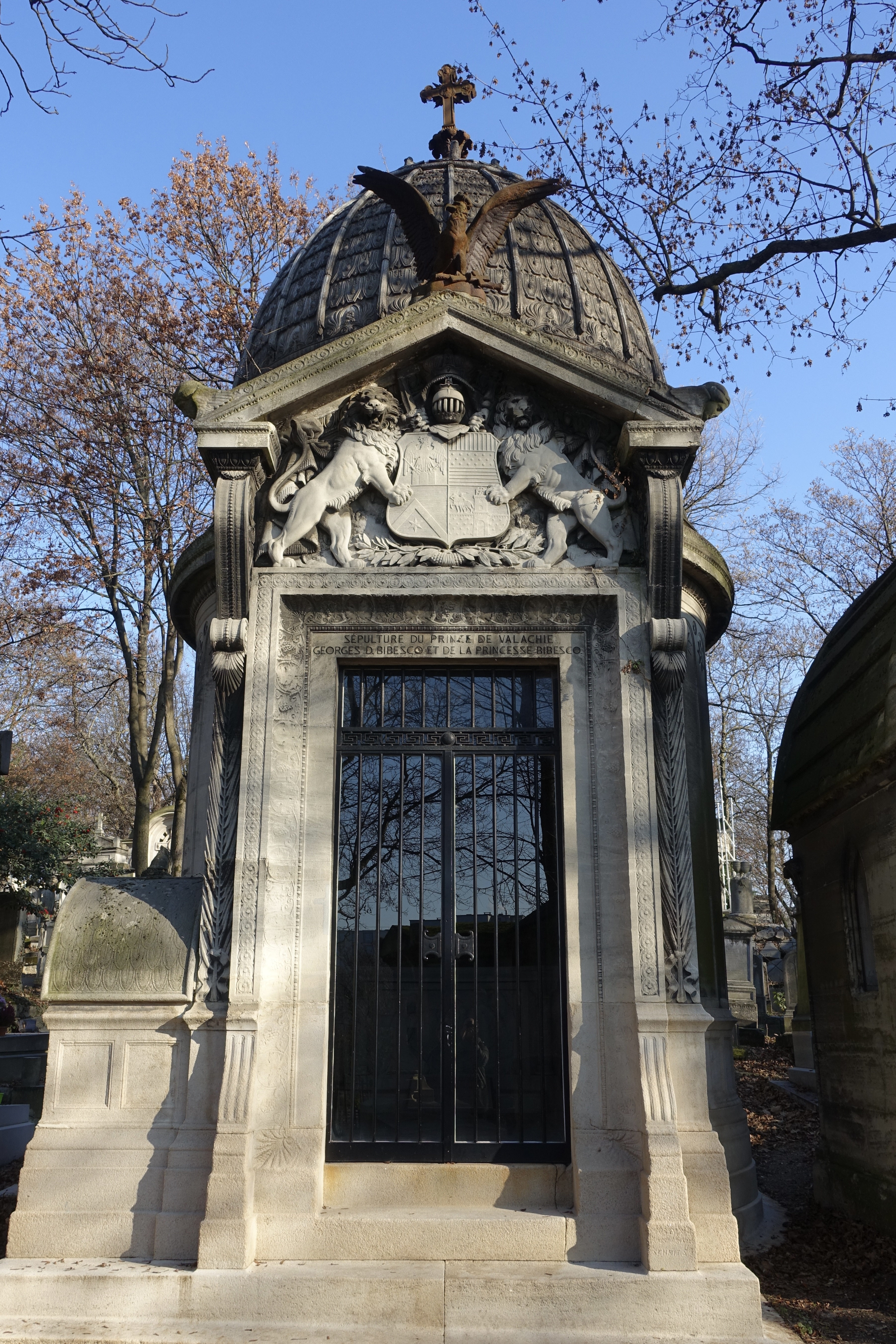
Caveau de la famille Bibesco au cimetière du Père-Lachaise (division 28).

Le prince Bibesco ne sort de sa retraite que pour participer au Divan « ad hoc » réuni en 1857 pour préparer la réorganisation des principautés danubiennes. Comme son frère aîné Barbu Démètre Știrbei, il défend l'idée de l'union sous le règne d'un prince étranger. Après l'élection d'Alexandre Jean Cuza, il est élu au Parlement en septembre 1862 mais il refuse le mandat.
Georges Bibesco se retire alors à Paris où il meurt en 1873. Il est inhumé au cimetière du Père-Lachaise (28e division).

### Unions et postérité
La vie privée du prince Georges Bibesco est jugée scandaleuse :
1) en 1826 il épouse la princesse Zoé Mavrocordato (1805-1892), fille adoptive et héritière de la fortune et du nom du prince Grégoire Bassaraba de Brancovan (Grigore Brancovan) dont il a huit enfants, parmi lesquels :
- Grégoire Bibesco ou Brâncoveanu, (1827-1886), héritier du nom et du titre de prince de Brancovan, père de la romancière Anna de Noailles (1876-1933).
- Nicolas Bibesco (1832-1890), père de Jeanne Bibesco ;
- Georges Bibesco (1834-1902), époux de Valentine de Riquet de Caraman-Chimay ;
- Alexandre Bibesco (1842-1911), père d'Antoine Bibesco.

La princesse Zoé étant atteinte de « folie douce », le prince cherche à se séparer d'elle en conservant la gestion de sa fortune. Dès son intronisation en 1843, il tente d'obtenir son divorce et celui de sa maîtresse Maria Vacaresco, elle-même déjà mariée avec le prince Constantin Ghica, et qu'il voulait épouser. Malgré les fortes réticences des autorités ecclésiastiques, il réussit à enfin obtenir le divorce en 1845.
2) le 21 septembre 1845, Maria Vacaresco (1815-1859), dont deux filles.